# Кат Бенк (Монтана)
Кат Бенк (енгл. Cut Bank) град је у америчкој савезној држави Монтана.

## Демографија
По попису из 2010. године број становника је 2.869, што је 236 (-7,6%) становника мање него 2000. године.
| Група             | 2000.         | 2010.         |
| Белци             | 2.551 (82,2%) | 2.118 (73,8%) |
| Афроамериканци    | 1 (0,0%)      | 7 (0,2%)      |
| Азијати           | 7 (0,2%)      | 13 (0,5%)     |
| Хиспаноамериканци | 28 (0,9%)     | 72 (2,5%)     |
| Укупно            | 3.105         | 2.869         |